# Geologické ukládání oxidu uhličitého

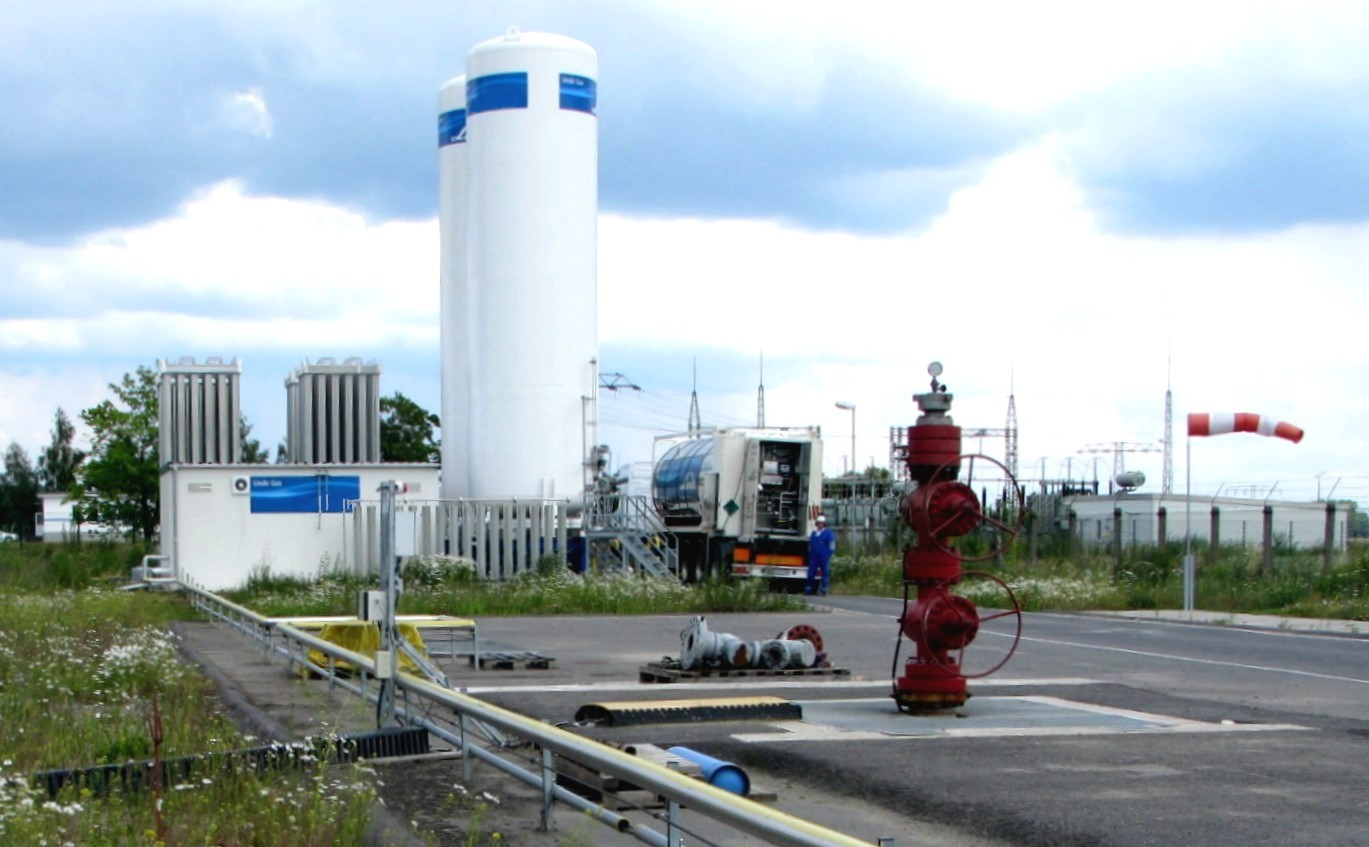
Experimentální úložiště CO_{2} v Ketzinu, Německo

Geologické ukládání oxidu uhličitého je nedílnou součástí a zároveň koncovým článkem technologie zachytávání a ukládání oxidu uhličitého (CCS).

## Hlavní principy
Pro geologické ukládání CO2 ve velkém měřítku jsou nejvhodnější dva typy geologických struktur:
- Vytěžená ložiska ropy a zemního plynu, o nichž máme dostatek informací díky jejich dřívějšímu průzkumu a těžbě
- Hlubinné slané akvifery, což jsou porézní horniny obsahující v pórech slanou vodu, která je často mnohem slanější než mořská a tudíž nevhodná k jakémukoli využití.

Ostatní možnosti, jako např. netěžitelné uhelné sloje nebo čedičové horniny, jsou zatím předmětem výzkumu. Mohou však představovat nové možnosti pro ukládání CO2 v budoucnu.
Oxid uhličitý je při ukládání zatlačován pomocí vrtů do hluboko uložených hornin obsahujících póry mezi minerálními zrny nebo drobné trhliny, přičemž z těchto pórů vytěsňuje jiné tekutiny (fluida), které jsou zde přítomny: vodu, ropu nebo zemní plyn. Vhodné jsou takové hostitelské horniny, které mají dobrou pórovitost a propustnost (permeabilitu). Takové horniny se obvykle vyskytují v sedimentárních pánvích; jsou výsledkem usazování hornin (sedimentace) v geologické minulosti. Typickým příkladem takových hornin jsou některé pískovce. Velmi jemnozrnné nepropustné sedimenty (např. jíly, jílovce, břidlice), které se rovněž vyskytují v těchto pánvích, tvoří nepropustné bariéry mezi propustnými úložnými formacemi. Díky tomuto uspořádání mohly vzniknout přirozené akumulace ropy, zemního plynu a někdy i přirozeného CO2, které jsou důkazem schopnosti takovýchto struktur zadržovat fluida po milióny let.
Horninové formace, úložné struktury (rezervoáry) a nepropustné polohy tvoří složité struktury, které jsou nestejnorodé (heterogenní), nerovnoměrně rozmístěné a často postižené zlomy. Z tohoto důvodu je pro výběr a posouzení vhodných struktur pro hlubinná úložiště CO2 nezbytná podrobná znalost geologické stavby dané lokality a odborné geologické znalosti a zkušenosti. Potenciální úložiště musí splňovat řadu kritérií, z nichž nejdůležitější jsou:
- dostatečná pórovitost, propustnost a úložná kapacita
- existence nepropustného nadloží – např. souvislé vrstvy jílů, jílovců, slínů nebo solí (evaporitů), které zabrání uloženému CO2 migrovat směrem k povrchu
- přítomnost „strukturních pastí“, např. elevačních struktur, které omezí rozsah migrace (pohybu) CO2 v rámci úložné formace
- hloubka větší než 800 m, aby bylo dosaženo dostatečného tlaku a teploty pro existenci CO2 v podobě „husté tekutiny“ (v tzv. superkritickém stavu), která zaručuje uložení maximálního možného množství CO2
- nepřítomnost pitné vody v úložné struktuře, atd.

## Příklady vhodných úložných struktur
Jedním z příkladů geologické struktury, která splňuje výše uvedená kritéria, je tzv. jižní permská pánev, které se rozprostírá od Anglie až do Polska. Písky se zde ukládaly v několika obdobích geologické minulosti. Sedimenty byly pak postiženy horninotvornými procesy, v jejichž důsledku vznikly vrstvy pískovců; část pórů v nich zůstala vyplněna slanou vodou nebo zemním plynem. Mezilehlé vrstvy jílu byly stlačeny a vytvořily nepropustné polohy, které zabránily výstupu fluid k povrchu. Většina pískovcových formací leží v hloubce 1 – 4 km, kde je dostatečný tlak pro ukládání CO2 v podobě „husté tekutiny”. Obsah solí rozpuštěných ve vodě přítomné v pórech se zde pohybuje v rozmezí 100 – 400 g/l, tzn. že voda je nasycená solemi a tudíž mnohem slanější než mořská. Při pozdějších pohybech souvisících se vznikem solných dómů vznikla řada strukturních pastí pro zemní plyn. Tyto a obdobné pasti jsou nyní objektem průzkumu pro úložiště CO2 a pilotních projektů.

## Úložná kapacita
Odhady úložné kapacity jsou obvykle velmi přibližné; jsou založeny na prostorovém rozsahu dané potenciálně vhodné úložné struktury. Úložná kapacita může být odhadována v různých měřítkách – od celého kontinentu přes jednotlivé státy, hrubé odhady na úrovni celé sedimentární pánve nebo úložné struktury (rezervoáru) až po postupně přesnější výpočty, které již berou v úvahu heterogenitu (různorodost) a složitost reálné geologické struktury.
Obvykle se rozlišuje několik úrovní stanovení úložné kapacity:
- objemová kapacita založená na odhadu dostupného pórového prostoru v úložných horninách; východiskem jsou rozložení, mocnost a vlastnosti potenciálně vhodných hornin
- realistická kapacita vztažená obvykle k danému úložišti; bere v úvahu další informace o úložišti a vlastnostech těsnícího nadloží, jako je injektivita, přítomnost fluid a pravděpodobná strategie vtláčení; tyto odhady už vyžadují detailní informace o úložišti, aby bylo možno provést počítačové simulace vtláčení CO2 a jeho pohybu v úložišti
- realizovatelná kapacita, kdy v konečném důsledku o tom, zda bude daná struktura nakonec využita jako úložiště, rozhodují socio-ekonomické faktory – existence vhodných zdrojů zachyceného CO2, náklady na ukládání, ručení, právní rámec a přijatelnost pro veřejnost; tyto negeologické vlivy lze jen obtížně předvídat a analyzovat.

Lze konstatovat, že v Evropě je dostatečná objemová kapacita pro ukládání CO2; je s ní však spojena i značná míra nejistoty, zejména u slaných akviferů. Akvifery mohou poskytnout dostatečnou úložnou kapacitu pro velké zdroje emisí CO2 na desítky let; je však třeba postupně zlepšovat a upřesňovat naše znalosti o těchto strukturách, které dosud většinou nebyly předmětem žádného soustavného průzkumu. V současné době se této otázce věnuje řada národních i mezinárodních projektů, jejichž cílem je tyto nové poznatky získat.

## Kritika
Technologie CCS není považována za trvale udržitelnou. Je také příliš nákladná.